# Sáenz Peña (subte de Buenos Aires)
Sáenz Peña es una estación del Subte de Buenos Aires. Se encuentra entre las estaciones Congreso y Lima de la línea A. Es la última estación sobre Avenida de Mayo.

## Ubicación
Está ubicada debajo de la Avenida de Mayo, en su intersección con la calle Sáenz Peña, en el barrio porteño de Monserrat. A partir de aquí la Avenida de Mayo (y el subte) gira para fusionarse con la Avenida Rivadavia.

## Hitos urbanos
- Palacio Barolo
- Plaza Lorea
- Departamento Central de Policía
- Lotería Nacional.

## Historia
Esta estación pertenece al primer tramo de la línea inaugurado el 1° de diciembre de 1913, que unía las estaciones de Plaza Miserere y Plaza de Mayo.
Su nombre es en honor al Presidente Luis Sáenz Peña, quien fue presidente del país entre el 12 de octubre de 1892 y el 23 de enero de 1895.
En 1997 esta estación fue declarada monumento histórico nacional.
La estación fue modernizada entre 2007 y 2008, respetando el diseño original. Entre las reparaciones se puede contar la remoción y reemplazo de las cerámicas de las paredes, la elevación del piso para acercarlo más al nivel del vagón, además de darle una pendiente para el desagote y se está agregando una nueva escalera mecánica.

## Imágenes

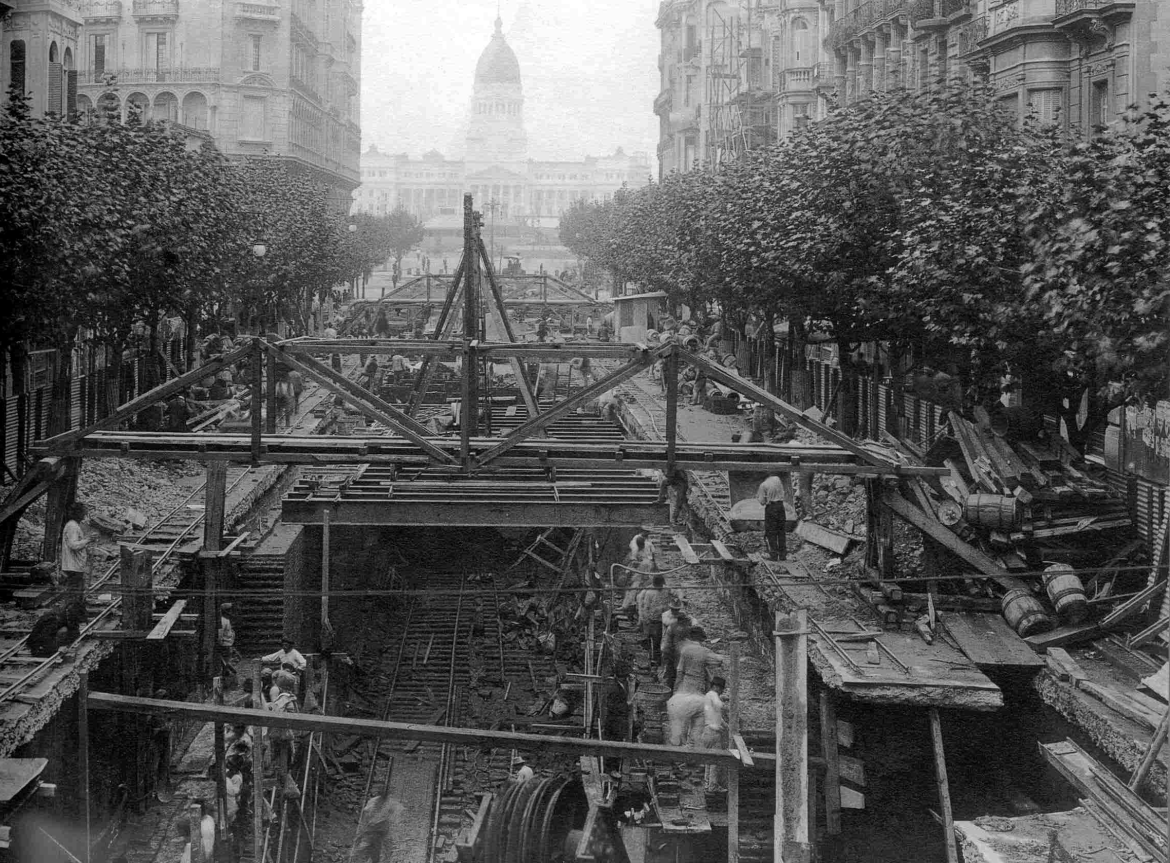
En construcción (1912)
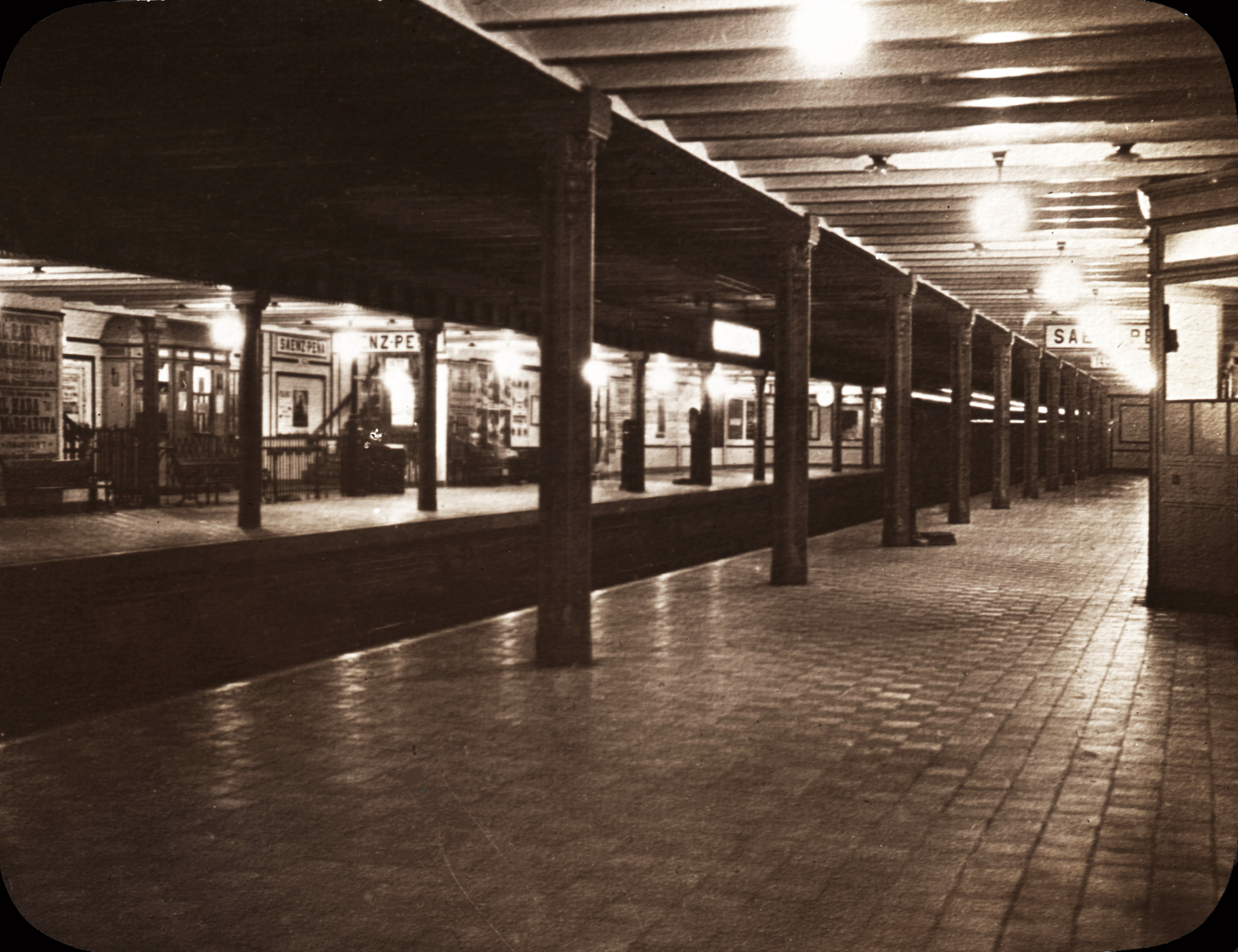
Hacia el año 1915
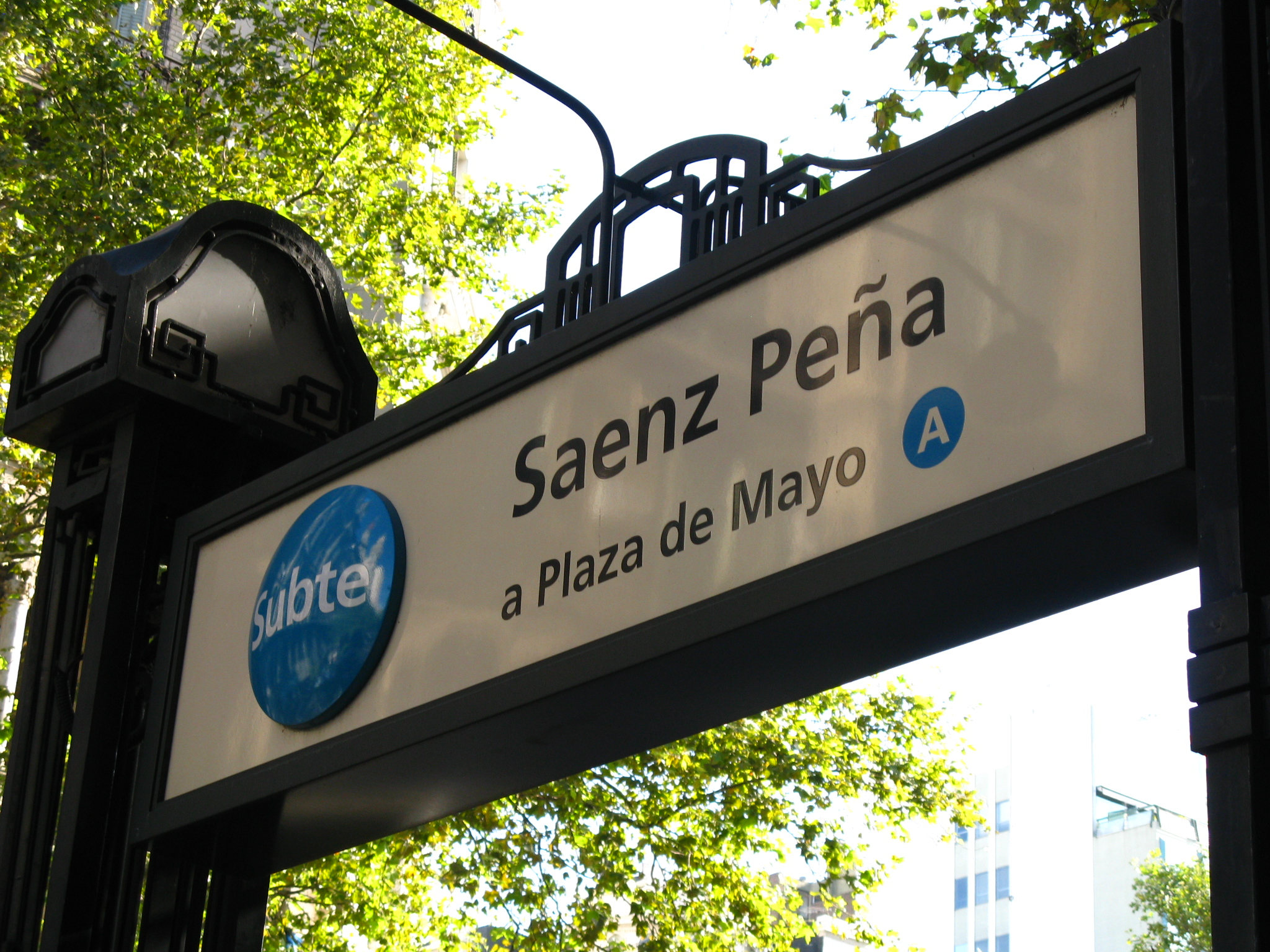
Boca de acceso
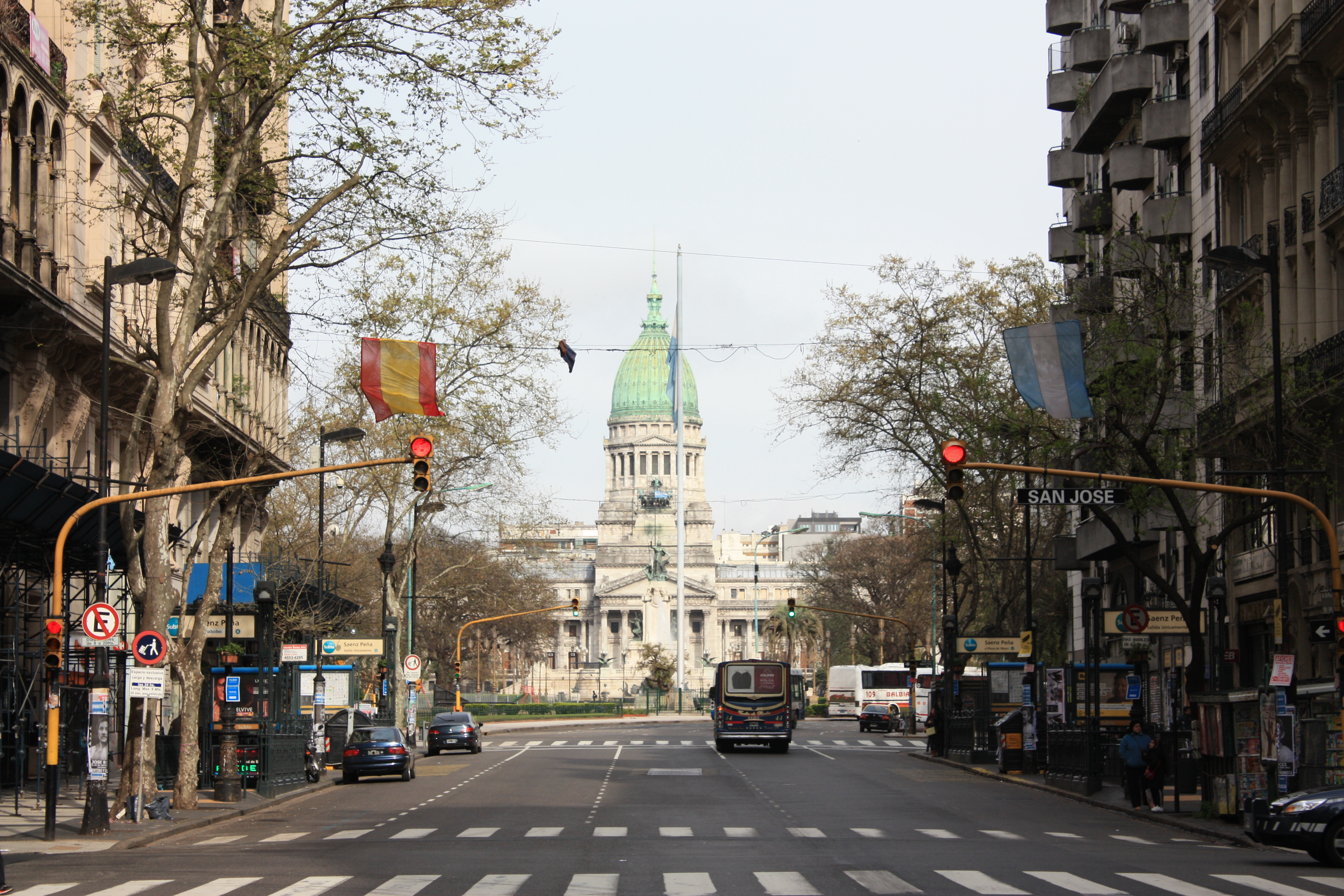
Vista al Congreso
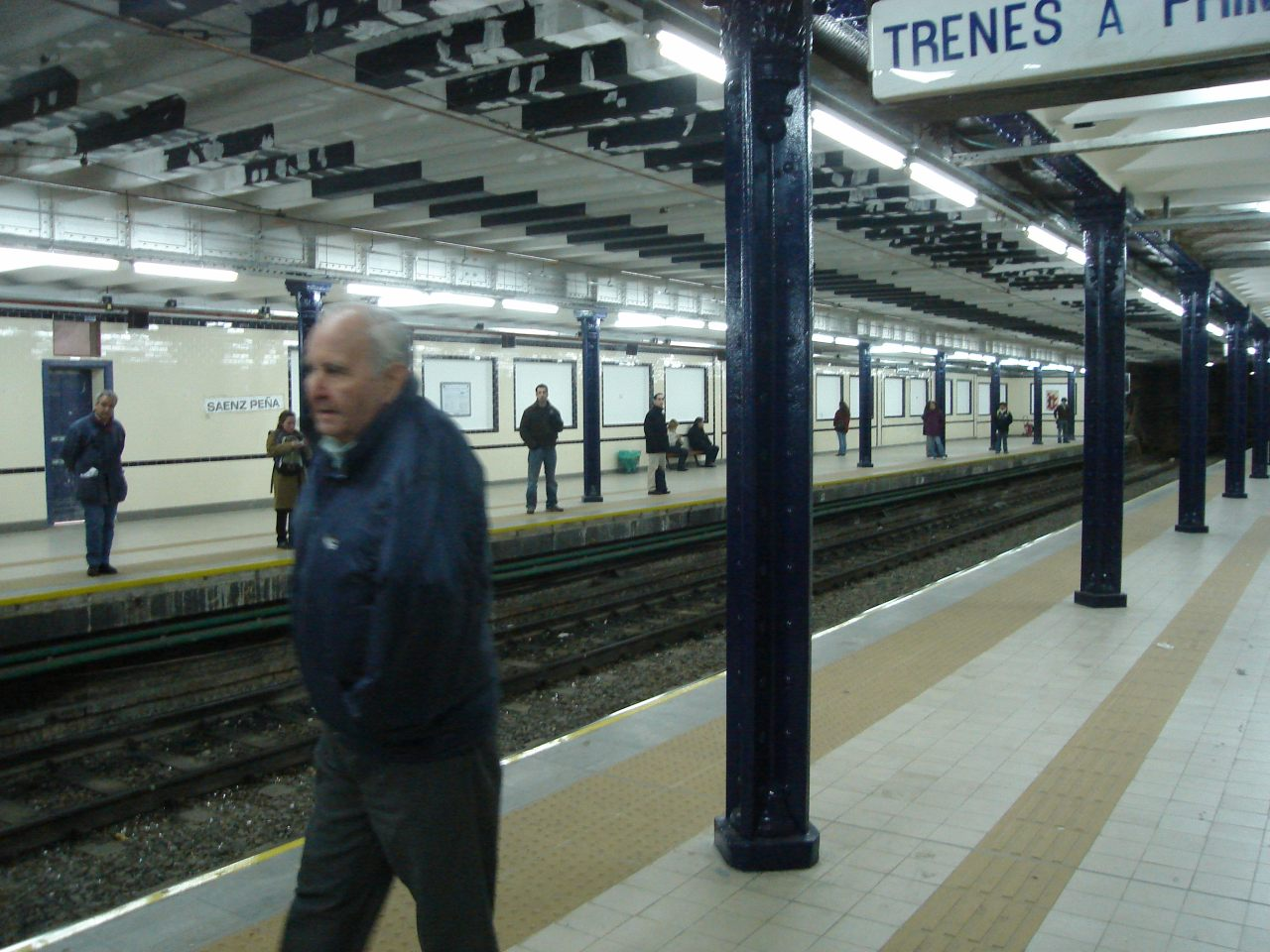
Vista de los andenes